# Quintanilla de Urz
Quintanilla de Urz – gmina w Hiszpanii, w prowincji Zamora, w Kastylii i León, o powierzchni 10,1 km². W 2011 roku gmina liczyła 123 mieszkańców.